# Linjetjärnen, Jämtland
Linjetjärnen är en sjö i Krokoms kommun i Jämtland och ingår i Indalsälvens huvudavrinningsområde.